# Nguyễn Xuân Chữ
Nguyễn Xuân Chữ (1898 – 4 tháng 12 năm 1967), là bác sĩ trị ung thư và chính khách người Việt Nam, từng là Quyền Chủ tịch Thượng Hội đồng Quốc gia Việt Nam Cộng hòa vào cuối năm 1964.

## Tiểu sử
Nguyễn Xuân Chữ chào đời tại xã Phù Phong, huyện Mỹ Lộc, tỉnh Nam Định, miền bắc Việt Nam vào năm 1898.
Ông từng theo Trường Trung học Bảo hộ Hà Nội và tốt nghiệp Trường Cao đẳng Y Khoa Hà Nội năm 1925. Sau khi tốt nghiệp ra trường, ông trở thành bác sĩ chuyên về bệnh ung thư. Kể từ năm 1924, ông công khai hoạt động chính trị khi tham gia phong trào xin ân xá cho nhà cách mạng Phan Bội Châu năm 1925 và tổ chức lễ truy điệu nhà cách mạng Phan Châu Trinh năm 1926.
Sau khi Đế quốc Việt Nam thành lập vào đầu tháng 3 năm 1945, ông được cử giữ chức Chủ tịch Ủy ban Giám đốc Chính trị miền Bắc trong ba ngày ngắn ngủi từ ngày 16 đến 19 tháng 8 năm 1945. Lúc nổ ra cuộc Tổng khởi nghĩa Hà Nội, ông buộc phải bàn giao Bắc Bộ phủ lại cho Việt Minh nhưng vẫn bị họ giam giữ cho đến tận tháng 4 năm 1946 mới được trả tự do về Hà Nội sinh sống bình thường. 
Năm 1950, ông được cử giữ chức Giám đốc Viện Bài trừ Ung thư, rồi làm Trưởng phái đoàn Hà Nội tham dự Đại hội chống Ung thư Thế giới nhóm họp tại Paris nước Pháp. Năm 1953, Viện Ung thư Đông Dương đổi tên thành Viện Ung thư Việt Nam, ông chủ tọa Hội đồng Hành chánh của viện này cho đến khi qua đời. Tháng 8 năm 1954, ông góp phần giúp đỡ di chuyển toàn bộ nhân lực và cơ sở Viện Ung thư vào miền nam. Suốt thời kỳ Đệ Nhất Cộng hòa từ năm 1955 đến năm 1963, ông chỉ tập trung vào công việc chuyên môn mà từ chối lời mời tham gia chính phủ Ngô Đình Diệm.
Ông có thời gian ngắn lên làm Quyền Chủ tịch Thượng Hội đồng Quốc gia vào năm 1964 sau khi Tổng thống Diệm bị lật đổ và giết chết trong một cuộc đảo chính đầu tháng 11 năm 1963. Ngày 5 tháng 11 năm 1964, ông từ chức quyền chủ tịch để phản đối Trần Văn Hương.
Năm 1965, ông đứng ra thành lập Hội đồng Dân tộc Cách mạng Quốc gia, quy tụ trên 10 chính đảng ở miền Nam Việt Nam lúc bấy giờ. Tất cả đều nhất trí đề cử ông làm chủ tịch của Hội đồng này. Vì thế mà ông bị người Mỹ và nội các chiến tranh Nguyễn Cao Kỳ nghi ngờ.
Nguyễn Xuân Chữ qua đời vào ngày 4 tháng 12 năm 1967 sau một thời gian dài mắc chứng sơ gan, hưởng thọ 70 tuổi.